# Новосёлки (Дятловский сельсовет, Дятловский район)
Новосёлки (бел. Навасёлкі) — деревня в Дятловском сельсовете Дятловского района Гродненской области Белоруссии. По переписи населения 2009 года в Новосёлках проживало 36 человек. Площадь сельского населённого пункта составляет 18,14 га, протяжённость границ — 3,32 км.

## Этимология
Название деревни имеет смысловое значение — новое поселение.

## География
Новосёлки расположены в 9 км к северо-востоку от Дятлово, 146 км от Гродно, 5 км от железнодорожной станции Новоельня. Недалеко от деревни расположена Новосёлковская ГЭС на реке Молчадь.

## История
В 1624 году упоминаются как Новое Село в составе Марковского войтовства Дятловской (Здентельской) волости во владении Сапег.
В 1878 году Новосёлки — деревня в Дворецкой волости Слонимского уезда Гродненской губернии (29 дворов, хлебный магазин, корчма).
В 1880 году в Новосёлках проживал 191 человек. В 1905 году — 258 жителей.
В 1921—1939 годах Новосёлки находились в составе межвоенной Польской Республики. В 1923 году деревня относилась к сельской гмине Дворец Слонимского повята Новогрудского воеводства.В сентябре 1939 года Новосёлки вошли в состав БССР.
В 1996 году Новосёлки входили в состав колхоза «Россия». В деревне насчитывалось 30 домохозяйств, проживало 55 человек.